# Sofia Saligny
Sofia Saligny (n. 1856, Focșani - d. 1930) a fost sora lui Alfons Oscar Saligny și Anghel Saligny, respectiv fiica lui Alfred Saligny.
Născută la Focșani, Sofia a făcut studiile primare în familie și la pensionul de copii, deschis de tatăl lor, pedagogul Alfred Saligny, în orașul Focșani, după care a urmat gimnaziul din Focșani. Studiile secundare au fost urmate de toți cei trei frați Saligny, Alfons, Anghel și Sofia la Potsdam, în Prusia (Germania de azi).